# 1971년 오리콘 1위 싱글 목록
일본에서 한 주간 가장 많이 팔린 싱글은 오리콘 주간 차트에 실리며, 이 차트는 오리콘이 발행하는 잡지 《오리스타》에 개제된다. 판매량은 한 주 동안의 각 싱글의 판매량을 기준으로 오리콘이 종합한다.

## 차트 기록
| 발행일    | 싱글                   | 가수                         | 참고                 |
| --------- | ---------------------- | ---------------------------- | -------------------- |
| 1월 4일   | 「走れコウタロー」     | 솔티 슈가                    |                      |
| 1월 11일  | 「霧の中の二人」       | 매시마칸                     | 2주 연속             |
| 1월 18일  | 「霧の中の二人」       | 매시마칸                     | 2주 연속             |
| 1월 25일  | 「望郷」               | 모리 신이치                  | 3주 연속             |
| 2월 1일   | 「望郷」               | 모리 신이치                  | 3주 연속             |
| 2월 8일   | 「望郷」               | 모리 신이치                  | 3주 연속             |
| 2월 15일  | 「花嫁」               | 하시다 노리히코와 클라이막스 | 2주 연속             |
| 2월 22일  | 「花嫁」               | 하시다 노리히코와 클라이막스 | 2주 연속             |
| 3월 1일   | 「知床旅情」           | 카토 토키코                  | 7주 연속             |
| 3월 8일   | 「知床旅情」           | 카토 토키코                  | 7주 연속             |
| 3월 15일  | 「知床旅情」           | 카토 토키코                  | 7주 연속             |
| 3월 22일  | 「知床旅情」           | 카토 토키코                  | 7주 연속             |
| 3월 29일  | 「知床旅情」           | 카토 토키코                  | 7주 연속             |
| 4월 5일   | 「知床旅情」           | 카토 토키코                  | 7주 연속             |
| 4월 12일  | 「知床旅情」           | 카토 토키코                  | 7주 연속             |
| 4월 19일  | 「ナオミの夢」         | HEDVA & DAVID                | 4주 연속             |
| 4월 26일  | 「ナオミの夢」         | HEDVA & DAVID                | 4주 연속             |
| 5월 3일   | 「ナオミの夢」         | HEDVA & DAVID                | 4주 연속             |
| 5월 10일  | 「ナオミの夢」         | HEDVA & DAVID                | 4주 연속             |
| 5월 17일  | 「また逢う日まで」     | 오자키 키요히코              | 9주 연속             |
| 5월 24일  | 「また逢う日まで」     | 오자키 키요히코              | 9주 연속             |
| 5월 31일  | 「また逢う日まで」     | 오자키 키요히코              | 9주 연속             |
| 6월 7일   | 「また逢う日まで」     | 오자키 키요히코              | 9주 연속             |
| 6월 14일  | 「また逢う日まで」     | 오자키 키요히코              | 9주 연속             |
| 6월 21일  | 「また逢う日まで」     | 오자키 키요히코              | 9주 연속             |
| 6월 28일  | 「また逢う日まで」     | 오자키 키요히코              | 9주 연속             |
| 7월 5일   | 「また逢う日まで」     | 오자키 키요히코              | 9주 연속             |
| 7월 12일  | 「また逢う日まで」     | 오자키 키요히코              | 9주 연속             |
| 7월 19일  | 「よこはま・たそがれ」 | 이츠키 히로시                |                      |
| 7월 26일  | 「わたしの城下町」     | 코야나기 루미코              | 1971년 1위 12주 연속 |
| 8월 2일   | 「わたしの城下町」     | 코야나기 루미코              | 1971년 1위 12주 연속 |
| 8월 9일   | 「わたしの城下町」     | 코야나기 루미코              | 1971년 1위 12주 연속 |
| 8월 16일  | 「わたしの城下町」     | 코야나기 루미코              | 1971년 1위 12주 연속 |
| 8월 23일  | 「わたしの城下町」     | 코야나기 루미코              | 1971년 1위 12주 연속 |
| 8월 30일  | 「わたしの城下町」     | 코야나기 루미코              | 1971년 1위 12주 연속 |
| 9월 6일   | 「わたしの城下町」     | 코야나기 루미코              | 1971년 1위 12주 연속 |
| 9월 13일  | 「わたしの城下町」     | 코야나기 루미코              | 1971년 1위 12주 연속 |
| 9월 20일  | 「わたしの城下町」     | 코야나기 루미코              | 1971년 1위 12주 연속 |
| 9월 27일  | 「わたしの城下町」     | 코야나기 루미코              | 1971년 1위 12주 연속 |
| 10월 4일  | 「わたしの城下町」     | 코야나기 루미코              | 1971년 1위 12주 연속 |
| 10월 11일 | 「わたしの城下町」     | 코야나기 루미코              | 1971년 1위 12주 연속 |
| 10월 18일 | 「雨のバラード」       | 유하라 마사유키              | 3주 연속             |
| 10월 25일 | 「雨のバラード」       | 유하라 마사유키              | 3주 연속             |
| 11월 1일  | 「雨のバラード」       | 유하라 마사유키              | 3주 연속             |
| 11월 8일  | 「雨の御堂筋」         | 어우양페이페이               | 9주 연속             |
| 11월 15일 | 「雨の御堂筋」         | 어우양페이페이               | 9주 연속             |
| 11월 22일 | 「雨の御堂筋」         | 어우양페이페이               | 9주 연속             |
| 11월 29일 | 「雨の御堂筋」         | 어우양페이페이               | 9주 연속             |
| 12월 6일  | 「雨の御堂筋」         | 어우양페이페이               | 9주 연속             |
| 12월 13일 | 「雨の御堂筋」         | 어우양페이페이               | 9주 연속             |
| 12월 20일 | 「雨の御堂筋」         | 어우양페이페이               | 9주 연속             |
| 12월 27일 | 「雨の御堂筋」         | 어우양페이페이               | 9주 연속             |

## 연간 TOP 10
※ 집계: 1970년 12월 7일 - 1971년 11월 29일
- 1위: 코야나기 루미코 「わたしの城下町」
- 2위: 카토 토키코 「知床旅情」
- 3위: 오자키 키요히코 「また逢う日まで」
- 4위: 츠루타 코지 「傷だらけの人生」
- 5위: HEDVA & DAVID 「ナオミの夢」
- 6위: 이츠키 히로시 「よこはま・たそがれ」
- 7위: 하시다 노리히코와 클라이막스 「花嫁」
- 8위: 유하라 마사유키 「雨のバラード」
- 9위: 모리 신이치 「望郷」
- 10위: 사카이 마사아키 「さらば恋人」